# Die Wahrheit über das Lügen
Die Wahrheit über das Lügen ist eine Geschichtensammlung von Benedict Wells, die 2018 unter dem Titel Die Wahrheit über das Lügen. Zehn Geschichten im Diogenes Verlag erschienen ist. Bei den zehn Erzählungen handelt es sich teil um neue Kurzgeschichten, teils um Zusammenstellungen früherer Veröffentlichungen oder gekürzter Passagen aus Wells’ Roman Vom Ende der Einsamkeit.

## Geschichten

### Die Wanderung
Der von der Arbeit komplett vereinnahmte Familienvater Henry M. macht eine Wanderung auf einen nahe gelegenen Gipfel und sinniert über die Zeit, die er fortan für seine Kinder freimachen will. Beim Abstieg muss er mit Schrecken feststellen, dass er bereits Jahrzehnte gealtert ist, seine Tochter bereits im Auslandsjahr ist und sein Sohn als Kind gestorben ist.

### Das Grundschulheim, Erinnerungen
Die Schilderung eines Grundschulheims und der verschiedenen Kinder und Umstände, an die sich der Erzähler erinnert. 

### Die Muse
Die erfolglose Schriftstellerin Margo wird von einer männlichen Muse besucht, die beiden beginnen eine innige körperliche Beziehung. Margo verspürt eine immense Inspiration für ihren Roman, doch durch ihr Schreiben entzieht sie der Muse Lebensenergie, bis diese komplett verschwindet. Als berühmte Autorin gibt sie diese Geschichte wieder, die von ihrem Verleger aber nur als Metapher gedeutet wird.

### Ping Pong
Der Erzähler denkt über seine Jugendfreundschaft mit dem Ping-Pong-Profi Terrence nach, der sich nach ihrem Kontaktabbruch das Leben genommen hat.

### Richard
Eine alte Frau erzählt zwei Mädchen im Park von ihrem verstorbenen Kater Richard, an den sie sich immer gerne erinnert.

### Die Nacht der Bücher
An Weihnachtsabend erwachen die Bücher einer öffentlichen Bibliothek zum Leben und diskutieren darüber, welches zu diesem Anlass gelesen werden soll. Genannt werden zahlreiche namhafte Schriftsteller, darunter A. A. Milne, Jane Austen, Charles Dickens, Ernest Hemingway und Virginia Woolf.

### Das Franchise, oder: Die Wahrheit über das Lügen
In einem Interview erzählt der Star-Regisseur Adrian Brooks zum ersten Mal die Geschichte seines Erfolgs. Durch einen mysteriösen Fahrstuhl sei er in das Los Angeles des Jahres 1973 gelangt und habe dort die erfolgreiche Filmreihe Star Wars umgesetzt. George Lucas, der ursprüngliche Erfinder, sei nach gescheiterten Gerichtsprozessen gegen Brooks und dem Flop des selbst durchgeführten Apocalypse Now in dieser Zeitlinie in Vergessenheit geraten. Als ihn der Reporter schlussendlich nach einem Autogramm fragt, unterschreibt Brooks mit dem Namen des „wahren Künstlers“, George Lucas. 

### Die Fliege
Zwei Ehepartner diskutieren ihre verschiedenen Vorstellungen der beruflichen Zukunft. Nachdem der Mann die Wünsche seiner Frau, nach Jahren als Mutter wieder zu arbeiten, ignoriert und kleinredet, möchte sie eine Scheidung beantragen.

### Die Entstehung der Angst
Eine autobiografische Erzählung aus der Sicht von Jules Moreau, Figur in Wells’ Roman Vom Ende der Einsamkeit.

### Hunderttausend
Konflikt und Vergebung zwischen dem Erzähler, einem Halbwaisen, und dessen Vater. Der Titel bezieht sich auf den Tachostand des Familienautos, dessen Übertreten von 100.000 Kilometern dem Vater sehr wichtig ist.

## Rezeption
Die Wahrheit über das Lügen wurde in Print- und Onlinemedien besprochen. Rezensent Martin Ebel von der Süddeutschen Zeitung lobt die Geschichten und sieht sie als Beweis für die stilistische und formale Spannweite des jungen Autoren. Er hebt die spannenden und fantastisch-realistischen Aspekte der Geschichten „Die Muse“ und „das Franchise“ hervor, während er nur „Ping Pong“ und „Richard“ als nicht vollständig ausgereift betrachtet.
FAZ-Kritiker Oliver Jungen kommt zu einem verhalten negativen Fazit. Zwar erkenne er den Erfindungsreichtum einiger Erzählungen, kritisiert aber die simple Sprache als kindisch und die Figuren als meist leblos und nicht authentisch. Als einzige Ausnahme hierzu sieht er „Hunderttausend“, das er als feinfühliges und symbolisch aufgeladenes Familiendrama bezeichnet. Insgesamt verwundere ihn Wells’ Erfolg und seine feste Beschäftigung im Diogenes Verlag aufgrund solcher Mängel.

## Ausgaben
- Die Wahrheit über das Lügen. Zehn Geschichten. Diogenes Verlag, Zürich 2018 ISBN 978-3-257-24524-0
- Die Wahrheit über das Lügen. Hörbuch, Stimme Robert Stadlober. 4 CD, Diogenes Verlag, Zürich 2018 ISBN 978-3-257-80398-3